# Gudeoconcha
Gudeoconcha is een geslacht van weekdieren uit de klasse van de Gastropoda (slakken).

## Soort
- Gudeoconcha sophiae (Reeve, 1854)